# Viděno osmi
Viděno osmi (Visions of Eight) je americký povídkový dokumentární film, natočený na Letních olympijských hrách 1972 v Mnichově. Producenti Stan Margulies a David L. Wolper požádali osm předních světových režisérů, aby natočili podle vlastního výběru krátkou filmovou esej o tom, co je na olympiádě nejvíc zaujme. Vznikla tak originálně stylizovaná výpověď, v níž se prolínají estetické studie lidského těla v pohybu s ironickými pohledy do zákulisí moderního sportu i faktografickými momenty včetně mnichovského masakru. Film je natočen barevně a trvá 110 minut.

## Seznam epizod
- The Beginning (Začátek), režie Jurij Ozerov, SSSR
- The Strongest (Nejsilnější), režie Mai Zetterlingová, Švédsko
- The Highest (Nejvyšší), režie Arthur Penn, USA
- The Women (Ženy), režie Michael Pfleghar, Německo
- The Fastest (Nejrychlejší), režie Kon Ičikawa, Japonsko
- The Decathlon (Desetiboj), režie Miloš Forman, Československo
- The Losers (Poražení), režie Claude Lelouch, Francie
- The Longest (Nejdelší), režie John Schlesinger, Spojené království

Film byl promítán mimo soutěž na festivalu v Cannes v roce 1973, o rok později získal Zlatý glóbus za nejlepší dokument.
Miloš Forman ve své autobiografii Co já vím vzpomíná na spolupráci s Jörgenem Perssonem: „České úřady nepovolily Mirku Ondříčkovi točit s emigrantem, a tak jsem si jako své oko vybral švédského kameramana Jorgena Perssona, který dělal kameru pro Elvíru Madiganovou Bo Widerberga. Chtěl jsem, aby se film co nejvíce lišil od televizních přenosů, a Persson měl očividně smysl spíš pro dekadentní krásu než pro suchou reportáž.“